# Cariri do Tocantins
Cariri do Tocantins é um município brasileiro do estado do Tocantins. Localiza-se a uma latitude 11º53'27" sul e a uma longitude 49º09'40" oeste, estando a uma altitude de 295 metros. Sua população estimada em 2004 era de 3.100 habitantes, hoje um pouco mais de 6.700. Possui uma área de 1066,6 km².
A cidade fica localizada às margens das rodovias federais BR-153 e BR-242. Pela zona rural do município, passa a Ferrovia Norte-Sul.
É a quarta cidade do estado do Tocantins em melhor IDH e a 8° da região norte. A cidade também sofre uma grande influência de Brasília e Goiânia, por serem relativamente próximas. Mais sua maior influência é a cidade de Gurupi (Tocantins|TO), pois devido a grande proximidade a cidade de Cariri acaba se tornando região metropolitana de Gurupi.
A cidade também é conhecida por sua bela praça central, o magnifico Balneário Municipal e seu programa de bolsa universitária, possui forte influência educacional onde a massa jovem preza exaustivamente o conhecimento.

## História
Foi a partir do assentamento de duas famílias que, aos poucos surgiu a pequena e pacata Cariri.
Segundo dados fornecidos pelas primeiras famílias a habitarem este espaço, conclui-se que por volta dos anos 1950 chegou à região a família do Sr. Sebastião Rodrigues Neponoceno, vulgo Cariri, aqui fez sua morada, que era um casa, cujas paredes eram feitas de pau-a-pique, coberta por palhas de coco. Contam, a viúva e toda a família do falecido, Sebastião Cariri, que aqui só havia mato e apenas eles habitavam o local e que por não encontrarem meios para sobrevivência, partiram para o Estado do Pará e por lá ficaram durante dois anos. Retornando depois com o lugar modificado e habitado pelos Poncianos.
Já os Poncianos declaram que chegaram antes dos Neponucenos, construíram a primeira casa por volta de 1960 e os Srs. João Bandeira e Paulo Coroneiro é que tiveram a ideia de construir casas e fundar uma vila. A partir desses dados fica difícil designar qual o verdadeiro fundador de Cariri. A vila foi crescendo lentamente e pouco a pouco foi tomando aspectos de povoado, isso se deu devido a BR 153 que passava dentro do povoado, onde hoje é Avenida Bernardo Sayão. Com o tempo o povoado que já se chamava Cariri, foi aumentando o seu número de habitantes tornando-se distrito de Gurupi. Da data de seu povoamento até 1991, a administração de Cariri, ficou a cargo da Prefeitura Municipal de Gurupi, cujos prefeitos eram os Srs. Jacinto Nunes da Silva e posteriormente João Lisboa Cruz. Cariri teve um Sub-Prefeitos os Srs. Arlindo Martins e Alípio Augusto de Lima e como vereadores por Gurupi, representando Cariri, os Srs. Arlindo Martins e Electo Azevedo, Acácio Marra e Osvaldo Ribeiro Martins.
Nessa época, os serviços públicos oferecidos, eram apenas para alguns funcionários da Sub-Prefeitura, outros no Posto de Saúde, e para um
pequeno número de professores que atuavam em uma única escola na zona urbana e pequenos postos de ensino na zona rural.
Em Cariri não se podia contar com energia elétrica, água tratada, asfalto, telefone, nem hospital, só a partir da década de 1980 é que tais benefícios foram sendo trazidos para o distrito. Mais tarde surgiu a Escola Estadual Julieta Zeferino de Oliveira para o ensino fundamental.
Tendo em vista o progresso do município em 1990, realizou-se com sucesso o plebiscito que deu a Cariri sua emancipação política.